# إدي كولي
إدي كولي (بالإنجليزية: Eddie Cooley)‏ هو مغن مؤلف أمريكي، ولد في 1933.

## وصلات خارجية
- إدي كولي على موقع ميوزك برينز (الإنجليزية)
- إدي كولي على موقع أول ميوزيك (الإنجليزية)
- إدي كولي على موقع ديسكوغز (الإنجليزية)